# 磁励音
磁励音（じれいおん）とは、交流電動機や変圧器などから発生する騒音を指す造語。
技術用語として一般に用いられる用語としては、励磁音（れいじおん）、磁歪音（じわいおん）が適当である。それぞれ、励磁あるは磁歪に伴い発生する音の意味。励磁あるいは磁歪という技術用語は存在するが、磁励という技術用語は存在せず、磁励音という用語は意味が通らない。磁励音という用語は鉄道オタクを中心に使われている造語である。
なお、特にインバータによりパルス幅変調された電圧波形が印加された電動機や変圧器から発生する磁歪音のことを変調音（へんちょうおん）と称することがある。変調方式や変調周波数に起因する周波数成分を含んだ特有の音を発する。
励磁音、磁歪音、変調音のより一般的な表現としては、磁気騒音、磁気音、電磁音などがある。
日常において聞けるものの例として、電柱の柱上トランスから聞こえる「ブゥゥゥン…」と言う比較的大きめの音や、交流電動機を使用した電車のモーター音がある。
コイルの鉄心などの磁性体は交番磁界を加えられるとわずかに膨張したり収縮したりする性質（磁歪（じわい））を持ち、この体積変化が冷却油や空気を振動させる。特に人の耳に聞こえる周波数で振動している場合に騒音として扱われることがある。
商用電源につながれた変圧器の場合は、入力される周波数が一定であり、日本の商用電源周波数である50 Hzまたは60 Hzの場合、その2倍周波数である100Hzまたは120Hzを中心とした低い一様な音になる。インバータで駆動される電動機から発生する磁歪音は、インバータが発生する電圧波形が含む周波数に起因する周波数成分を含む特徴的な音を発する。
VVVFインバータ制御の電車の場合は、磁歪音は主として主電動機内部の鉄心を構成する電磁鋼板の磁歪により発生している。この磁歪音はインバータのスイッチング周波数を人間の可聴帯域の上限である約20 kHzより高くすることで解決するが、電車用の変換素子としてよく使われたGTOサイリスタ素子ではスイッチング周波数を高くできない（おおよそ500Hz以下）ため、電動機から発生する磁歪音が大きく、静粛性という面で問題を抱えていた。しかし、近年、より高速スイッチングが可能なIGBT素子（最大スイッチング周波数はおおよそ1000Hz～2000Hz）の登場によって、磁歪音の抑制が図られている。なお、電動機に印加する電圧の大きさと基本波周波数（インバータ周波数）は電車の運転状態に応じて最適に調整する必要があり、VVVFインバータが出力する電圧波形を構成するパルス幅とパルス数は随時変化する。このため特に電車の加減速時には時間変化する特有の磁歪音が聞こえる。
また、電車に搭載されている補助電源装置（空調や照明、各制御機器などの車内機器に電力供給を行う定電圧定周波数インバータ）からも磁歪音が発生する。機器内部に絶縁変圧器と平滑用リアクトルを有するため、これらの機器が磁歪音を発生する。インバータの出力周波数は50Hzあるいは60Hz固定であり、スイッチング周波数は数kHzで固定されているため、磁歪音は時間変化のない一定の音である。